# Контекст-слободни језик
У формалној теорији језика, контекстно слободни језик је језик који генерише нека контекстно-слободна граматика. Скуп свих контекстно слободних језика је идентичан скупу језика које прихватају потисни аутомати.

## Примери
Класичан пример контекстно слободног језика је {\displaystyle L=\{a^{n}b^{n}:n\geq 1\}}, језик свих непразних ниски парне дужине, чије ја прва половина састављена од слова {\displaystyle a}, а друга половина је састављена од слова {\displaystyle b}. {\displaystyle L} је генерисан граматиком {\displaystyle S\to aSb~|~ab}, а прихвата га потисни аутомат {\displaystyle M=(\{q_{0},q_{1},q_{f}\},\{a,b\},\{a,z\},\delta ,q_{0},\{q_{f}\})} где је {\displaystyle \delta } дефинисано на следећи начин:
{\displaystyle \delta (q_{0},a,z)=(q_{0},a)}

{\displaystyle \delta (q_{0},a,a)=(q_{0},a)}

{\displaystyle \delta (q_{0},b,a)=(q_{1},x)}

{\displaystyle \delta (q_{1},b,a)=(q_{1},x)}

{\displaystyle \delta (q_{1},\lambda ,z)=(q_{f},z)}
{\displaystyle \delta (\mathrm {state} _{1},\mathrm {read} ,\mathrm {pop} )=(\mathrm {state} _{2},\mathrm {push} )}

where {\displaystyle z} је почетни симбол стека а {\displaystyle x} представља акцију скидања са стека.
Контекстно слободни језици имају многе примене у програмским језицима; на пример, језик свих исправно упарених заграда је генерисан граматиком {\displaystyle S\to SS~|~(S)~|~\lambda }. Такође, већина аритметичких израза су генерисани контекстно слободним граматикама.

## Својства затворења
Контекстно слободни језици су затворени у односу на следеће операције. То јест, ако су L и P контекстно слободни језици, а D је регуларан језик, онда су и следећи језици контекстно-слободни:
- Клинијева звезда {\displaystyle L^{*}} од
- слика  од L за хомоморфизам
- конкатенација (дописивање) {\displaystyle L\circ P} језика  и
- унија {\displaystyle L\cup P} језика  и
- пресек (са регуларниим језиком) {\displaystyle L\cap D} језика  и

Контекстно слободни језици нису затворени за комплемент, пресек и разлику.

### Незатвореност у односу на пресек
Контекстно слободни језици нису затворени за пресек. Ово се може видети ако се узму језици {\displaystyle A=\{a^{m}b^{n}c^{n}\mid m,n\geq 0\}} и {\displaystyle B=\{a^{n}b^{n}c^{m}\mid m,n\geq 0\}}, који су оба конетксно слободна. Њихов пресек је {\displaystyle A\cap B=\{a^{n}b^{n}c^{n}\mid n\geq 0\}}, за шта се може показати да није контекстно слободан језик пампинг лемом за контекстно слободне језике.

## Својства одлучивости
Следећи проблеми су неодлучиви за произвољне контекстно слободне граматике A и B:
- Еквиваленција: да ли је {\displaystyle L(A)=L(B)}?
- да ли је {\displaystyle L(A)\cap L(B)=\emptyset } ?
- да ли је {\displaystyle L(A)=\Sigma ^{*}} ?
- да ли је {\displaystyle L(A)\subseteq L(B)} ?

Следећи проблеми су одлучиви за произвољне контекстно слободне граматике:
- да ли је {\displaystyle L(A)=\emptyset }?
- да ли је {\displaystyle L(A)} коначан?
- Припадност: за сваку дату реч {\displaystyle w}, да ли је {\displaystyle w\in L(A)} ? (проблем припадности је чак одлучив у полиномијалном времену - видети алгоритам CYK)

## Својства контекст-слободних језика
- Језик обратан контекстно слободном језику је контекстно слободан, али његов комплемент не мора да буде.
- Сваки регуларан језик је контекстно слободан јер може да се опише регуларном граматиком.
- Пресек контекстно слободног језика и регуларног језика је увек контекстно слободан.
- Постоје контекстно сензитивни језици који нису контексткно слободни.
- У доказивању да неки језик није контекстно слободан може да се користи пампинг лема за контекстно слободне језике.